# 팀 포트리스 2

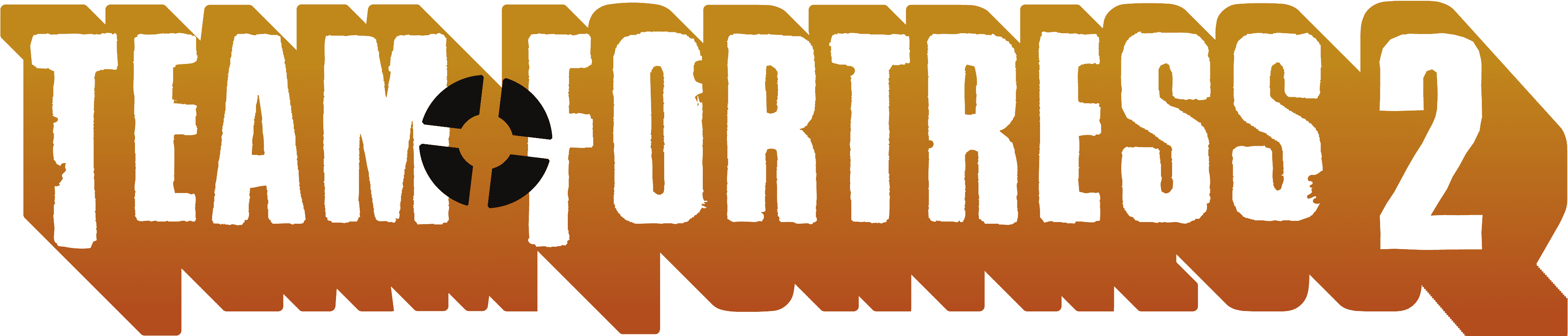
팀 포트리스 2의 로고

《팀 포트리스 2》(영어: Team Fortress 2; TF2)는 하프라이프의 게임 모드인 팀 포트리스 클래식을 프리소스 엔진으로 변경하면서, 게임의 내용 및 설정등의 일부를 수정한 게임이다. FPS에 최초로 병과 요소를 도입한 팀 포트리스 시리즈 답게 병과들의 개성이 매우 강하기 때문에 다양한 방법으로 즐길 수 있고, 전략적인 플레이가 가능하다.
처음 컨셉은 팀 포트리스 클래식과 같이 실사풍의 군인들이 나오는 것이었지만, 완전히 바뀌어서 카툰 풍의 캐릭터가 나오고, 정신없이 싸우는 유머러스한 분위기가 나게 변경되었다. 공식 트레일러인 만나다 시리즈가 이런 분위기를 잘 보여준다. 게임 엔진에서부터 게임 플레이까지 굉장히 많은 부분이 바뀌었기 때문에 개발 기간이 많이 늘어났으며, 전작에서 문제였던 밸런스를 수정하고, 각 병과간의 개성을 강화시키는 등 팀 플레이의 비중을 높였다. 하지만 게임 플레이의 큰 틀은 유지하고 있으며, 전작을 완전히 뒤엎기보단 기존의 게임에서 가지를 쳐내고 밸런스를 맞추는 데 중점을 두었다. 당초 커맨더와 닌자 등의 병과가 추가될 예정이었으나 취소되었다. 2011년 6월 24일 무료화(Free to Play)를 선언, 2011년 6월 27일 스팀 서비스 통계항목에 팀 포트리스 2가 약 5만 9천 명의 동시접속자를 기록하며 전체 순위 1위에 올랐다.

## 병과
팀 포트리스 2에는 9개의 병과가 있고, 공격, 방어, 지원 3개의 분류로 나뉘어 있다. 각각의 병과는 개성이 매우 강하다. 병과들마다 사용하는 무기도 다르며, 처음에 주는 기본 무기 외에도 랜덤 드랍, 제조, 도전 과제 보상, 상점 등의 경로로 무기를 얻어 사용할 수 있다.무기는 보통 언락으로 부른다.

## 공격 병과

### 스카웃
스카웃은 보스턴 출신의 야구 팬으로, 빠른 이동속도와 이중 점프가 특징인 병과이다. 점령지점이나 수레를 자신이 밀 때 2명이 점령하는 것과 같은 효과를 내고, 한 곳까지 빠르게 침투해 적진을 흔들어 놓는다. (특히 CTF에 제격이다.)

#### 주무기
스캐터건 종류의 무기들이다. 각각의 무기마다 개성이 확실하며 그만큼 손해도 치명적이다. 근접 피해가 뛰어나며 빠른 이동속도로 적진까지 단숨에 침투해 적에게 붙어서 공격하는 스카웃에게 아주 잘 맞는 주무기는 스캐터건.

#### 보조무기
크게 권총 계열의 총과 음료 계열로 나뉜다. 권총 계열의 무기는 원거리 사격에서 주무기인 스캐터건보다 좋은 공격력을 보이고, 음료 계열(봉크 원자맛 음료,훅가콜라 등...)은 사용하면 특수효과가 일정 시간동안 발동된다. 그 외에도 던지는 투사체 계열도 있다.(혈적자,미치광이 우유 등)

#### 근접무기
야구방망이가 주를 이룬다. 상대방을 일정 시간동안 기절시키거나 데미지를 주는 투사체를 날리는 종류도 있다.(2017년 정글 업데이트로 넣었다.) 스카웃의 상징과도 같은 무기이였다. 기본 무기는 야구 방망이다.

### 솔저
솔저는 광적인 애국심으로 뭉쳐있는 전형적인 미군의 이미지이다.
로켓 발사기로 근,중거리전에서 강력한 화력을 자랑하는 병과. 로켓의 반동으로 뛰어오르는 로켓 점프는 솔저를 더욱 강력하게 해 준다. 원거리에서 로켓을 퍼붓는 솔저와 로켓 점프로 적진에 침투에 기습해서 적진을 혼란스럽게 하는 부류로 나뉜다.

#### 주무기
로켓 발사기 계열의 무기이다. 로켓 점프를 가능하게 해 주며 근,중거리전에 능한 솔저를 만들어준 무기. 간단 명료 하게 데미지가 높거나 로켓이 빠른 무기가 있다 하면 특별하게 기계를 고장내뜨리는 무기도 있다. 기본 무기는 로켓 발사기이다.

#### 보조무기
산탄총 계열의 무기들과 깃발 종류와 신발 종류(인간 딛개, 건보츠)그리고 낙하산 종류가 있다. 근접에서는 로켓에 의한 자가피해 때문에 산탄총을 드는게 유용하다. 기본 무기는 산탄총.

#### 근접무기
야전삽 계열의 무기들이다. 근거리 전투에서 로켓을 발사할 시 자신에게도 피해가 가기 때문에 근접전에서는 로켓 발사기보단 (산탄총이 없거나 탄약이 다 떨어졌을 경우) 야전삽이 유리하다. 기본 무기는 야전삽이다. 또한 아군에게 속도 증진을 주는 무기(징계 조치)도 존재한다.

### 파이로
파이로는 방화복과 방독면을 쓰고 있어 얼굴을 볼 수 없으며, 성별이 정해져 있지 않고, 이름 이외에는 아무것도 밝혀지지 않은 병과이다. 파이로는 말을 할 수 없는 건지, 방독면때문에 안들리는 건지 모르겠으나 읍읍거린다. 화염방사기로 적을 불태우는 근접전 최강자. 이때 입은 화상 피해는 지속되어, 파이로가 죽은 후 화상을 입은 적이 죽는 일을 자주 볼 수 있다. 독특한 운영 방식이 있다 바로 주무기 용의 격노 보조무기 기폭 장치 근접 무기 화산 파편으로 이용해 참고로 셋 다 화염 무기다 아무튼 용의 격노는 파이로의 유일한 중거리 무기다 이를 통해 불을 붙이고 기폭 장치 쏘면 치명타 대 매지를 준다 이 운용 방식은 한마디로 스파이 체킹을 하지 않고 화상 대 매지를 가진 로켓 점프 없는 솔저라고 보면 된다 실제로 써보면 나쁘지 않다. Not bad

#### 주무기
파이로의 상징인 화염방사기 계열의 무기들이다. 크게 두 가지 기능이 있는데, 화염방사기로 적을 불태워 화상 피해를 입히는 것과, 압축 공기 분사로 적이 날린 투사체 계열의 탄환을 반사하고 또한 아군에게 붙은 불을 꺼주어서 자신의 체력을 회복할 수 있다.또 데모맨의 점착폭탄도 날릴 수 있다. 기본 무기는 화염방사기.(용의격노, 기름때 제거기, 백버너, 무지개 뿌리개 등)

#### 보조무기
산탄총 계열의 무기와 조명탄 계열의 무기로 나뉜다. 산탄총 계열은 화염방사기의 짧은 사거리를 커버해 준다. 조명탄 계열은 맞으면 화염방사기와 같은 화상 피해를 입힌다(최초 타격 데미지 제외). 불타는 적을 상대로 치명타 피해를 입히기 때문에, 화염방사기로 화상을 입힌 후 압축 공기 분사로 적을 띄운 후 조명탄을 사용해 가중 피해를 주는 작전이 널리 쓰인다. 기본 무기는 산탄총이 있다. 2017년 정글 업데이트에서 점프팩이라는 일정시간동안 날수 있으며 2fort에선 유용하게 기습을 할 수 있게 된다

#### 근접무기
도끼 계열이 주를 이루고 가정 파괴범,3도 화상,전사통지 등 다양한 무기가 쓰인다. 사용하는 근접무기에 따라 파이로의 역할에 따라 주된 역할이 나뉜다(예를 들어서 가정 파괴범을 들면 구조물을 스파이로부터 지키는 포켓파이로를 운용할 수 있다.). 기본 무기는 소방도끼이다.

## 수비 병과

### 데모맨
데모맨은 애꾸눈의 흑인으로, 스코틀랜드에서 온 술고래다. 또한 데모맨의 이름은 태비시 디그룻 (Tavish Degroot), 병과들 중 유일하게 장애를 가진 병과이다(한쪽 눈이 없음) 유탄 발사기와 점착 폭탄으로 무장한 데모맨은, 적의 위치를 향해 간접적으로 포화를 퍼부을 수 있다.특히 데모맨은 엔지니어의 구조물(센트리건 등)을 다른 병과보다 더 쉽고 안전하게 파괴시킬 수 있다.

#### 주무기
매우 강력한 데미지를 자랑하는 유탄발사기 종류 무기이다. (물론 잠금해제 아이템을 얻을경우 방향조절과 체력을 늘려주는 신발류 아이템을 쓸수도 있다) 유탄발사기는 발사후 터질때까지 2초의 대기시간이 있으며 적을 명중시킬시에는 바로 폭발한다 이 유탄은 근접에서 폭발할시 자신에게도 데미지를 주기 때문에 자폭을 하지 않도록 주의 해야 한다. 기본무기는 유탄 발사기이다.

#### 보조무기
데모맨의 보조무기는 크게 두 종류로 나뉘는데 바로 점착폭탄류와 돌격방패류이다. 점착폭탄은 최대 8개까지 설치할 수 있으며 우클릭을 할 경우 폭발한다. 스코틀랜드식 저항운동을 사용하면 14개까지 설치할 수 있다. 점착폭탄 8개를 모두 설치할 경우 즉사할정도의 매우 큰 데미지를 자랑한다. 하지만 그만큼 자폭 데미지도 커서 점착폭탄을 주변에 설치했는지도 모르고 폭파했다가 자살하는 경우도 있다. 또 점착폭탄의 넉백을 이용해서 매우 먼 거리를 점프하는 일명 점착 점프라는 기술이 있다. 또 돌격방패는 발동할 경우 매우 빠른속도로 달리며 돌격이 끝날 즈음에는 자신의 무기의 크리티컬이 붙게해주는 일명 근접전용 대모맨인 일명 데모나이트(또는 흑기사)를 위한 무기다. 기본무기는 점착폭탄 발사기다.

#### 근접무기
데모맨은 앞에서 말한 데모나이트 전용 무기가 많을 뿐더러 데모나이트 전용 근접무기들은 공격범위가 매우 넓기 때문에 보통 데모맨 유저들은 기본무기를 많이 사용하고 데모나이트 유저들은 아이랜더같은 특별한 무기를 많이 사용한다. 기본무기는 술병이다.

### 헤비
헤비는 거대한 몸집과 과장된 억양을 지닌 전형적인 러시아인 병과로, 그는 자기의 총들을 여자친구라고 생각한다. (그가 아끼는 미니건(여자친구)의 이름이 샤샤이다.) 헤비는 그 어느 병과보다 많은 체력을 가지고 있고, 엄청난 화력을 지녔지만, 그의 크기 자체와 거대한 미니건으로 인해 이동속도가 모든 병과 중에서 가장 느리다. 그리고 미니건의 총열을 회전시킬경우 이동속도가 매우 느려져 스나이퍼나 스파이에게 죽는 경우가 많다. 헤비의 주된 목표는 주로 수레 밀기 공격에서 가장 앞에서 적군의 공격을 대신 맞아주는 역할을 한다 또한 만약 스파이가 불편하다면 황룡표 발열기를 쓰면 발사할 대마다 화염이 나와서 백스텝 하기가 난갑 해진다 정리하자면 헤비는 최전방에서 적군들의 공격을 대신 맞아주는 탱커 역할하는 병과다. 물론 메딕도 힐 해주지만.

#### 주무기
헤비의 여자친구들인 미니건들이다. 대부분 기본미니건에서 일부가 약화되고 일부가 강화되는식이지만 느리고 한곳만 바라보는 스파이에게 취약한 헤비의 특성상 헤비 주변에 불을 뿜으므로서 스파이를 막는 특별한 기능을 가진 미니건도 있다 또한 매우 괴랄한 데미지를 자랑하는 미니건이기 때문에 잘 사용하면 킬을 엄청나게 할 수 있는 무기이기도 하다. 기본무기는 미니건이다.

#### 보조무기
대부분 산탄총류와 도시락류로 나뉘는데 산탄총류는 미니건과 비교해 빠른 전환속도로 근접무기와의 조화 특히 처치를 할 경우에 치명타를 주는 K.G.B와 조화를 이룬다 도시락류는 탱커이기도 하고 데미지가 센 헤비의 특성상 모든 포화가 헤비에게 몰려 죽기 십상인 헤비를 휠신강하고 사기인 병과로 바꾸어 주는 병과인 메딕을 보조기능으로 치료해주거나 메딕이 죽었을 경우에 자신을 치료하기 위해 사용된다. 기본무기는 산탄총이다.
일부 즐겜 플레이어는 도시락류인 '샌드비치'를 들고 쭈그려앉아 기어다니며 상대방과 친해지려 노력하는데(하지만 항상 스파이에게 등짝스매싱을 당한다) 플레이어들은 이런 헤비를 '후비'라고 부른다.

### 엔지니어
엔지니어는 3번째 방어 병과로, 텍사스에서 온 지적이며 편안한 이미지며, 대학박사학위를 13개나 땄다고한다. 본명은 델 코네거.
센트리건은 방어에 매우 유리하고 공격력이 강하며, 디스펜서는 체력과 탄약공급에 유리하고, 텔레포터를 건설해 팀원들을 신속하게 스폰지역에서 전장까지 이동시킬 수 있다. 센트리건은 건설할 때 초기130의 금속이 소모된다. 센트리는 3 단계까지 있는데, 각 단계로 업그레이드 할 때마다 200의 금속이 소모된다. 1단계는 기관총1정, 2단계는 소형미니건 2정, 3단계는 소형미니건2정, 미사일포트1정이 장착된다. 탄약공급은 센트리의 탄약이 없어질때마다 수시로 해줘야되며, 1발당 2의 금속이 소모된다. 스파이의 새퍼공격에 당하면 렌치로 새퍼를 파괴시켜야 하며, 금속은 소모되지 않는 대신 새퍼에 맞아 체력이 줄어든 센트리는 고쳐야 하고, 공격을 당하면 치료를 해줘야 한다. 그 외에 미니 센트리는 총잡이라는 무기로 만들수 있으며 발사속도가 빠르고 금속은 100을 소모한다. 업그레이드는 불가능하나 수리는 할 수 있다
주무기
엔지니어의 주무기는 2~3 부류로 나뉘는 다른 병과의 무기와는 다르게 각각의 무기가 엄청난 개성을 가지고 있는데 구조대원같은 경우에는 자신에 구조물에 사격을 할 경우에 치료를 하고 기본무기인 산탄총은 비교적 사용률이 낮은 편이다.

## 지원 병과

### 메딕
메딕은 히포크라테스 선서에 대해 별로 관심이 없는 로텐부르크에서 온 독일 의사다. 그는 나치가 아닌데, 메딕은 "메디건"으로 무장하며, 동료를 치료하고, 일정시간 이상 사용된 후에는, 동료를 메디건으로 치료함으로서 충전한 우버 게이지로 우버 차지를 이용하여 치료를 받는 유저와 일시적으로 무적상태가 되어 클래스들의 화력을 향상시킬 수 있다. 특히 우버 쏘우(우버 톱)란 근접 무기를 이용하면 우버 게이지를 더 빨리 채울 수 있다 그리고 치버학게이있는 아 의리피찬다적을 록거리에서 십자군의 쇠뇌로 아군을 치료해줄 수 있으며 주사기총으로 적에게 피해를 주기도 한다.

### 스나이퍼
스나이퍼는 뉴질랜드 사람이지만 어린 시절 로켓을 타고 호주로 날아가, 양부모 밑에서 키워졌다. 스나이퍼는 조준경이 장착된 스나이퍼 라이플로 원거리에서 적을 처치할 수 있으며, 근거리 전투를 위해 기관단총을 지니고 있다. 하지만 게임에선 데미지가 낮아 잘 쓰지 않을뿐더러 보통 보조무기는 스파이를 방어하기위한 병수도 레이저백등을 많이 쓰기 때문에 많이 쓰이지 않는다 허나 레이저백을 썼다 하더라도 스파이의 리볼버3방이나 외교대사로 머리한방 몸한방이면 끝난다. 고로 청소부의 단축형소총,병수도가 제일 많이 보인다.허나,
레이저백이 중세모드에서는 사기템이 되는데 스파이가 리볼버를 쓸수 없기 때문이다. 또 다윈산 차단막으로 헤드샷의 피해를 줄여준다. 그러나 다윈산 차단막은 너프가 되어 피해량 감소가 사라지고 화염 데미지를 입지 않는다.

### 스파이
그는 리볼버와 함께 3개의 도구를 지니고 있는데, 일시적으로 투명화 되는 투명 시계, 엔지니어의 구조물을 교란하고 파괴할 수 있는 전자 교란기, 그리고 담배갑으로 위장한 변장 도구(스파이트론이라 칭함)가 있고, 담배갑으로는 그 안의 숨겨진 도구로 적 클래스로 변장할 수 있다. 물론 담배가 장식용은 아닌데, 담배를 밥먹듯이 피고있다. 또한 스파이는 기본 근접무기인 버터플라이 나이프로 적을 뒤에서 찌를 수 있다. 적 뒤로 위치하게 되면 칼을 잡는 자세가 찌르기 베기자세에서 거꾸로 잡고 찍는 자세가 된다. 이 "백스탭"은 엄청난 데미지(백스텝을 당하는 유저의 현재 체력의 6배)와 함께 적을 즉시 사살한다.

## 게임 모드
게임의 목표는 어느 게임 모드를 사용하냐에 따라 달라진다.

### 기본 게임모드
깃발 탈취전(Capture the Flag)
이름은 깃발 탈취전이지만 실제로는 서류가 든 가방을 뺏어오는 모드다. 이 게임모드에서 각각의 팀의 목표는 상대방의 군사 기밀(Inteligent)이 들어있는 서류가방을 탈취해 본부로 가져오는 동시에 적이 아군의 것을 가져가지 못하게 막는 것이다.
전체적으로 느린 게임플레이와 일부 병과가 너무 유리하다는 점 또 또 이런 특징 때문에 지루하다는 점으로 인해 기본 게임모드 중에서는 플레이어가 가장 알려주는 역할도 가능.
맵 코드는 ctf이다.
대표적인 맵으로는 팀포트리스 시리즈의 최초의 맵인 ctf_2fort가 있다.

#### 지점 점령전(Control Point)
이 게임모드에서는 맵의 특정 지역을 장악하는 것이 주요 목표이다. 대부분의 맵에서, 양쪽 팀의 목표는 맵에 있는 5개의 지점을 점령하면 승리하지만 그 이외에 3개를 점령해야 하는 맵도 있다.
게임모드 중에서도 팀 균형, 병과 균형이 꽤 좋고 게임의 목적도 간단하기 때문에 현재 많은 사람이 플레이하는 게임모드이다.
맵 코드는 cp이다.
대표적인 맵으로는 cp_badland가 있다 또 공식맵은 아니지만 일부 커뮤니티에서 많은 사람이 즐기고 있는 cp_orange_(x7,x8,x10)도 있다.

#### 공격/수비(Attack/Defence 또는 CP)
이 게임모드에서 방어팀은 처음부터 모든 지점을 확보하고 있으며, 일정 시간동안 점령지점들을 지켜야 한다. 반대로 공격팀은 시간이 다 지나기 전에 모든 점령지점을 장악해야 한다.
맵이 대칭인 다른 맵과 달리 공격팀과 수비팀이 나뉘어 있기 때문에 팀 밸런스와 병과 밸런스가 모자라긴 하지만 아직 많은 사람이 즐기고 있는 모드다.
맵 코드는 cp이다.
대표적인 맵으로는 cp_gorge, cp_egypt이 있다.

#### 수레밀기(Payload 또는 PL)
이 게임모드에서 공격 팀은 상대방 본부를 폭파시키기 위해 레일을 따라 폭탄 수레를 운반하며, 상대팀은 타이머가 다 될 때까지 수레가 오지 못하게 막아야 한다.
팀 포트리스2 의 모든 게임모드중에서 가장 많은 유저가 선호하는 모드이다.
맵 코드는 pl이다.
대표적인 맵으로는 pl_upward, pl_badwatar basin가 있다.

#### 언덕의 왕(King of the hill 또는 KOTH)
이 게임모드는 양쪽 팀 모두중앙에 있는 1개의 지점을 점령하여 3분동안 유지하면 승리한다.
캐주얼목록에 있는 게임모드 중 가장 게임목표가 단순해 초보가 도전하기 가장 쉬운 모드이며 맵이 거의 다 대칭이기 때문에팀 밸런스가 좋고 병과 밸런스도 나쁘지 않은 모드이다.
맵 코드는 koth이다.
대표적인 맵으로는 koth_suijin, koth_viaduct 등이 있다.

### 기타 게임모드

#### 수레 경주
수레밀기의 파생모드로 공격과 수비가 없으며 양쪽팀이 모두 수레를 가지고 있어 이중 수레를 끝까지 먼저 미는 팀이 승리하는 게임모드이다.
또 게임 타이머가 없어서 평화가 일어나게 되면 게임이 거의 끝나지 않는다.
맵 코드는 plr이다.
대표적인 맵으로는 기타 게임모드 중 플레이 인원이 가장 많은 plr_hightower과 plr_pipeline가 있다.

#### 인력충만
깃발 탈취전의 파생모드로 기동갈고리와 파워업(능력)등이 추가된 모드이다 평소 깃발 탈취전의 단점으로 꼽혔던 느린 플레이
너무 사기인 스카웃, 엔지니어 너무 오래 걸리는 깃발 되돌림 시간 등을 해소하기 위하여 만들어진 모드이다.
맵 코드는 ctf이다.
대표적인 맵으론 ctf_hellfire, ctf_gorge(원래 gorge를 변경한 맵이다)가 있다.

#### 패스 타임
기타 게임모드중 유일하게 어떤 모드에 의해서 파생되지 않은 모드이다.
양팀은 중앙에서 나오는 하나의 잭(공)을 받아서 적군에 골문에 집어넣어서 폭파시키면 점수를 얻는다.
오버워치의 기간 한정 모드인 루시우볼과 함께 스팀에서 유통되고 있는 히트게임인 로켓리그와 유사한 플레이 형식이다.
5점을 얻으면 승리하게 되고 타이머가 끝났을 때 더 많은 점수를 얻은 팀이 승리한다.
게임 진행자체가 스릴 넘치긴 하지만 병과밸런스가 영 좋지 않다.(스카웃이 과하게 좋다)
맵 코드는 pass이다.
대표적인 맵으로는 pass_brickyard가 있다.
이 모드에서 플레이하는 경기의 종목은 게임 내에서 '축농구하키'라는 괴상한 이름으로 불리는 특이한 구기 종목이다.

#### 기타
총 6개의 맵이 있으며 각각 특별한 게임플래이 스타일을 가지고 있다.

##### 중세모드
맵은 cp_degrootkeep 밖에 없으며 모든 팀원은 총류 무기를 사용할 수 없다(메딕의 메디건을 포함한다).
공격팀은 레드의 요새를 점령하면 우승하고 수비팀은 그것을 막아야 한다. 맵 구조는 구역 점령이며 플레이어는 죽었을시 소형 힐팩을 떨어트리게 된다.
병과 밸런스는 데모맨이 가장 좋고 엔지니어는 사용이 불가능할 정도로 안좋지만 인기가 굉장히 많은 모드이고 특히 이 맵에서 다음맵 투표를 하면 거의 100%로 같은 맵이 걸린다.

##### 특별 배달
양 팀은 맵 중간에 소환되는 오스트레일리움을 얻어서 중앙에 있는 로켓까지 운송한후 오스트레일리움을 로켓에 넣어서 발사시키면 승리한다.
많은사람이 플래이하지 않는 모드이며 맵 선호도도 그렇게 높지 않은 모드이다.
맵은 sd_doomsday 밖에 없다.

##### 구역점령
공격과 수비에서 파생된 모드로 공격팀은 A,B지점을 점령 후 제한시간 내에 C지점을 점령하면 승리하게 된다.
만약 제한 시간이 다 된다면 A,B지점을 다시 점령해야 된다 일반적인 맵보다 구조가 복잡하기 때문에 맵에 보통 A,B,C를 표시해 놓는다.

### 공식 모드가 아닌 게임모드

#### 아레나(Arena)
이 게임모드에서 양팀은 부활을 할 수 없고 중앙의 지점을 점령하거나 상대 팀원을 모두 사살하면 승리한다.
아레나 게임모드의 맵들은 일반적인 맵보다 작게 만들어져 있으며, 기지의 문은 게임 시작시 한번 열리면 다시 닫히지 않고 상대팀도 기지에 들어갈수 없다.
구체적인 게임모드는 오버워치의 섬멸전이랑 비슷하다고 생각하면 쉽다.

#### 하이렌더
일반적인 구조는 다른 게임이랑 같지만 9개의 병과에 각각 1명씩 총 18명이 플레이하는 특이한 모드이다.
맵 같은 경우에는 일반적인 맵을 사용하기 때문에 따로 배정된 맵은 없다.

#### 데스 매치
이 모드 같은 경우에는 맵을 생성할 때 게임의 목적을 정해놓지 않은 경우를 말한다.
이름은 데스매치이지만 게임의 목적이 없기 때문에 게임이 끝나지 않는다.
공식 게임모드가 아니기 때문에 거의 대부분의 맵은 커뮤니티 맵이다.(가끔 공식 맵을 수정해서 이 형태로 만들기도 한다)

### MvM(Mann vs Machine)
팀포트리스 2 최초의 협동모드이고 폭탄을 가지고 나오는 로봇이 폭탄을 기지로 운송해서 폭파시키지 못하게 막는게 게임의 목표이다.
일반적인 MvM은 6명이 플레이하지만 일부 커뮤니티 서버는 더 많은 인원과 함께하는 경우도 있다.
라운드마다 나오는 로봇을 파괴하면 돈이 나오는데 이 돈을 이용하여 플레이어나 무기의 능력치를 상승시켜주는 업그레이드를 할 수 있다.

## 개발
팀 포트리스는 원래 퀘이크의 무료 모드로 시작하였다. 카운터 스트라이크 1가 함께 당시 소스를 공개해 여러 가지 모드가 제작된 하프라이프 1에서 개발해서 소프트웨어 구성을 GoldSrc 엔진으로 바꾼 로빈 워커와 존 쿡은 밸브에 스카웃 되었고 마침내 밸브 코퍼레이션의 완전한 직원이 되었다. 팀 포트리스의 시점으로 소프트웨어 제작 도구(acquisition production)는 놋치로 바뀌었고, 독립실행형이면서 소매품으로 제안되었다; 1999년에 무료 게임인 팀 포트리스 클래식으로 발표되었다. 팀포트리스 클래식은 현재로서 스팀에서 5000원 정도에 구입할 수 있지만 미국인들이 많이생기는 시간대아 아니면 사람들이 거의 없고 미국인들이 오는 시간대에는(굉장히 이른 아침) 한 12명 정도가 서버에 모여서 게임을 하는 모습도 볼 수 있다. 중요한 점은, '팀 포트리스 클래식'은 하프라이프 소프트웨어 개발 키트로 개발된 것으로, 업계의 '유연성'과 커뮤니티 사이를 잘 조화시켰다는 것에서 의미가 크다.
그로부터 9년후 원래부터는 밀리터리 FPS성향이 크던 팀포트리스 클래식은 거의 하프라이프 3급의 루머로 뭍혀갔지만 2006년 공개되어 많은 사람들이 플레이하게 되었고 그후에는 2011년 무료화를 통해 스팀 1위도 찍고 현재로서는 동시접속자 50000명 정도의 3~7위권 정도의 수치를 보여주고 있다.

## 팀원을 만나다 시리즈
만나다 시리즈에는 병과의 특성과 능력을 잘 알려주며 밸브에서 제작한 각 병과의 소개 동영상으로 '(병과 명)을(를) 만나다'로 이루어져 있기 때문에 '팀원을 만나다'로 이름 붙여져 있다.

## 같이 보기
- 오렌지 박스